# Views from a Red Train
Views From a Red Train is muziekalbum van de Duitse band Tangerine Dream. Het album werd al twee jaar aangekondigd als zijnde een soloalbum van Edgar Froese. Pas bij uitgifte van het album in april 2008, blijkt het onder de groepsnaam te verschijnen. Voor de muziek maakt het geen verschil; de samenstelling van Tangerine Dream is niet meer constant. Froese is er wel altijd mee, maar van album tot album (of van track tot track) worden andere leden ingeschakeld.

## Musici
- Edgar Froese – toetsen
- Thorsten Quaeschning – slagwerk (3) en (6)
- Bernard Beibl – gitaar (1), (3), (5), (6), (10)
- Iris Camaa – percussie (4), (5), (9)
- Linda Spa – hoorn, sopraansaxofoon – (7) en (8)

## Muziek
Allen van Froese:

| Nr. | Titel                         | Duur |
| --- | ----------------------------- | ---- |
| 1.  | Carmel Calif                  |      |
| 2.  | Passing all signs             |      |
| 3.  | Leviathan                     |      |
| 4.  | Hunter hot by a yellow rabbit |      |
| 5.  | Nutshell awakening            |      |
| 6.  | One night in space            |      |
| 7.  | Serpent magique               |      |
| 8.  | Lord of the ants              |      |
| 9.  | Fire on the mountain          |      |
| 10. | Sound of s shell              |      |